# Grodkowice
Grodkowice (en polonais [ɡrɔtkɔˈvit͡sɛ]) est un village situé en Voïvodie de Petite-Pologne, en Pologne. Grodkowice est située à 15 km à l’est de Wieliczka et à 26 km de la capitale régionale, Cracovie. Le village compte 390 habitants.